# Cole Keith
Pour les articles homonymes, voir Keith.
Pas d'image ? Cliquez ici

a Compétitions nationales et continentales officielles uniquement.

b Matchs officiels uniquement.
Dernière mise à jour le 5 avril 2025.
Cole Keith, né le 7 mai 1997 à Saint-Jean (Canada), est un joueur international canadien de rugby à XV jouant au poste de pilier aux Free Jacks de la Nouvelle-Angleterre.

## Biographie
Cole Keith naît à Saint-Jean, dans le Nouveau-Brunswick, au Canada. Il commence à jouer au rugby à XV au lycée, pour le club du Belleisle Rovers Rugby Club. Il devient vite un bon joueur et est sélectionné par l'Atlantic Rock, évoluant dans le Championnat provincial du Canada.
En 2017, il représente le Canada avec les moins de 20 ans lors du Trophée mondial (en). La même année, il obtient sa première sélection avec le Canada lors d'un match contre le Chili. Il joue aussi avec le Canada A (en) (équipe réserve) durant l'Americas Pacific Challenge.
En début d'année 2019, il fait ses débuts en Major League Rugby (MLR) avec les Toronto Arrows,. Il est ensuite sélectionné avec son pays pour la Coupe du monde 2019.
En 2023, à l'âge de 25 ans, il quitte son pays pour s'engager avec les Free Jacks de la Nouvelle-Angleterre, évoluant aussi en MLR. C'est durant cette saison qu'il fait la cinquantième apparition de sa carrière dans ce championnat. En fin de saison, il participe à la finale de MLR remportée 25 à 24 contre la Legion de San Diego. Il finit l'année 2023 dans la province néo-zélandaise de Manawatu.
Pendant la saison 2024, il remporte de nouveau la finale de MLR avec les Free Jacks, après une victoire contre les Seawolves de Seattle.